# Потелицька сільська рада
| Потелицька сільська рада — орган місцевого самоврядування у Жовківському районі Львівської області з адміністративним центром у с. Потелич. Історична дата утворення: в 1939 році. Водоймища на території, підпорядкованій даній раді: річки Телиця, Рата. Сільській раді підпорядковані населені пункти: - с. Потелич - с. Борове - с. Великі Долини - с. Гіркани - с. Гірки - с. Горяни - с. Гута Обединська - с. Зелена Гута - с. Клебани - с. Луг - с. Малі Долини - с. Ниви |

## Склад ради
Рада складається з 20 депутатів та голови.

### Керівний склад ради
| ПІБ                         | Основні відомості                                                                                          | Дата обрання | Дата звільнення |
| --------------------------- | --- | ------------ | --------------- |
| Лосянович Андрій Михайлович | Сільський голова, 1957 року народження, освіта, член Конгресу Українських Націоналістів                    | 26.03.2006   | 31.10.2010      |
| Лосянович Андрій Михайлович | Сільський голова, 1957 року народження, освіта середня спеціальна, член Конгресу Українських Націоналістів | 31.10.2010   |                 |

Примітка: таблиця складена за даними джерела